# Nobuko dans les nuages
Pour plus de détails, voir Fiche technique et Distribution.
Nobuko dans les nuages (ノンちゃん雲に乗る, Non-chan kumo ni noru) est un film japonais réalisé par Fumindo Kurata, sorti en 1955.

## Synopsis
Nobuko, une fillette de huit ans, marche en pleurant le long de la rivière. S'arrêtant un instant pour contempler les nuages, elle grimpe dans un arbre et imagine s'envoler vers le cieux mais elle perd l'équilibre et tombe dans l'eau. Elle se réveille dans les nuages où un vieil homme à la barbe blanche lui demande de lui raconter son quotidien.

## Fiche technique
- Titre : Nobuko dans les nuages[1]
- Titre original : ノンちゃん雲に乗る (Non-chan kumo ni noru?)
- Réalisation : Fumindo Kurata
- Scénario : Fumindo Kurata et Setsuko Murayama, d'après un livre pour enfant de Momoko Ishii
- Photographie : Jōji Ohara
- Musique : Nobuo Iida (ja)
- Montage : Hidetoshi Kasama
- Producteurs : Hisatora Kumagai et Kōji Nakata (ja)
- Société de production : Shintōhō
- Pays d'origine :  Japon
- Langue originale : japonais
- Format : noir et blanc — 1,37:1 — 35 mm — son mono
- Genres : Comédie et fantastique
- Durée : 84 minutes[2] (métrage : dix bobines - 2 303 m[2])
- Date de sortie : 
  - Japon : 7 juin 1955[2]

## Distribution

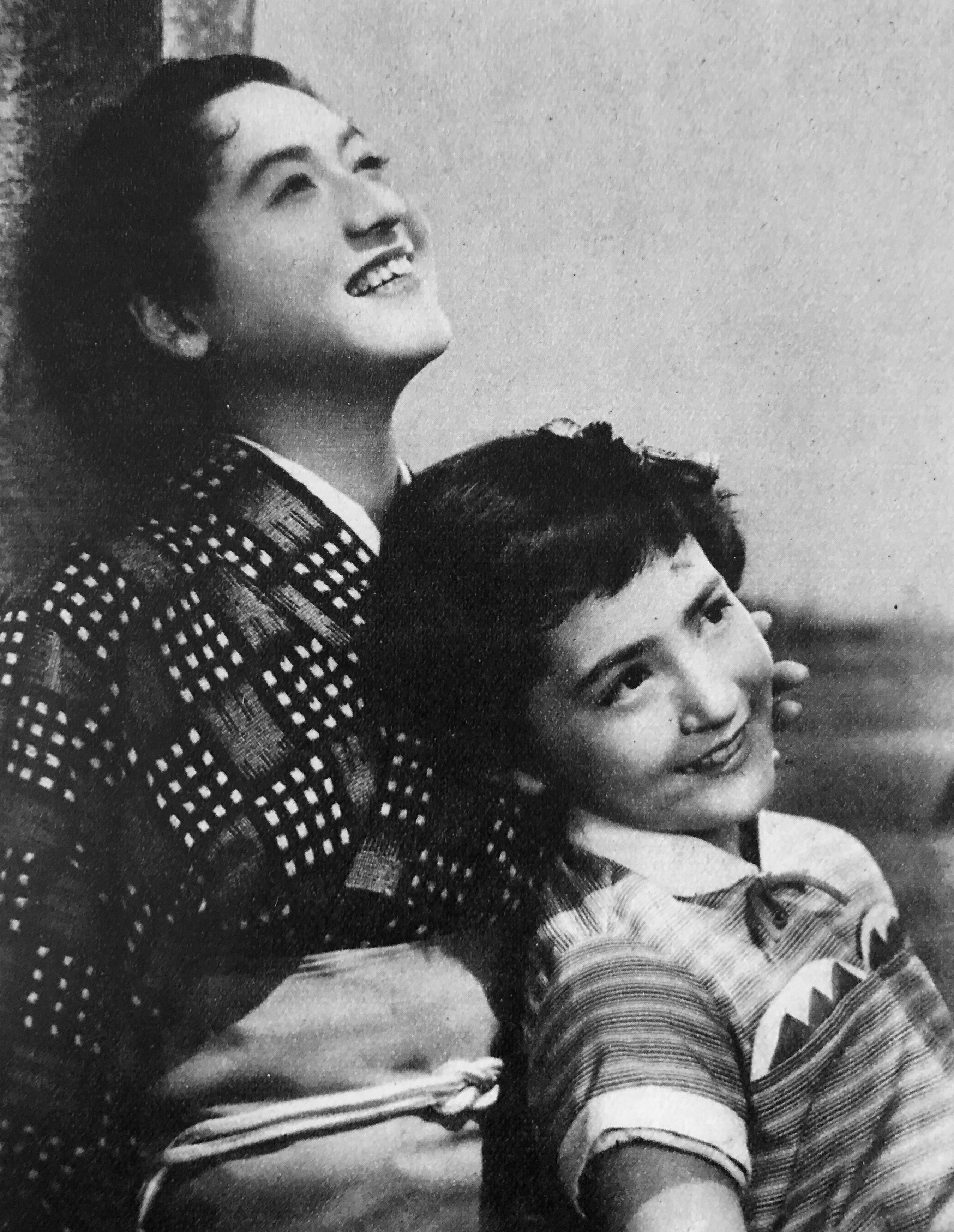
Scène du film avec Setsuko Hara et.

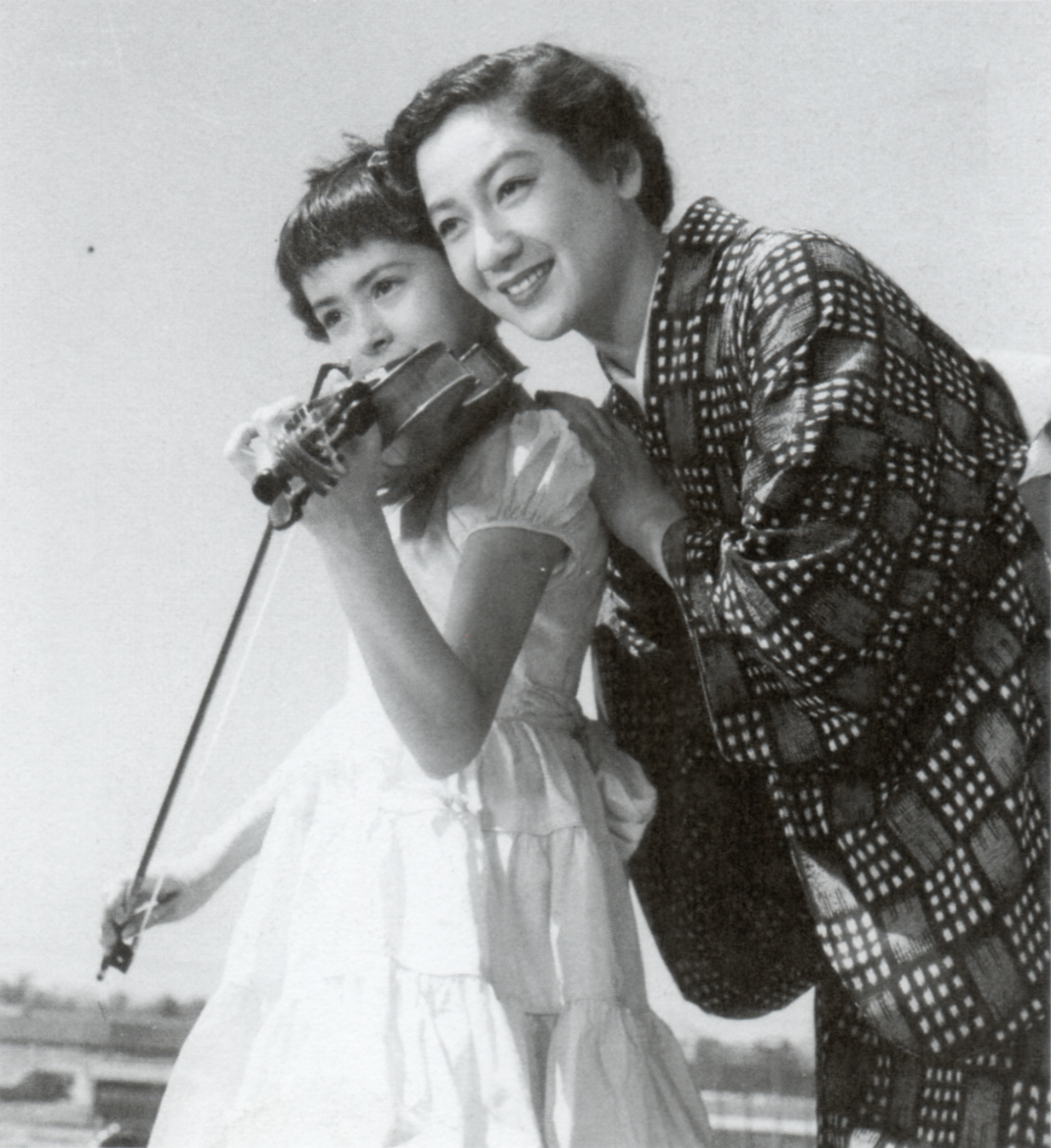
Scène du film avec Setsuko Hara et Haruko Wanibuchi.

- Haruko Wanibuchi (ja) : Nobuko Tashiro / Non-chan
- Setsuko Hara : la mère de Nobuko
- Susumu Fujita : le père de Nobuko
- Musei Tokugawa : le vieil homme
- Michiko Ozawa : la tante de Nobuko
- Akira Ōizumi (ja)
- Michiko Ari (ja) : la narratrice